# Karmiel
Karmiel (hebr. כרמיאל; arab. كرميئيل; ang. Karmiel; pol. Winnica Boża) – miasto położone w Dystrykcie Północnym w Izraelu. Ważny ośrodek administracyjny, gospodarczy, kulturalny i edukacyjny Dolnej Galilei. Miasto często bywa nazywane „sercem Galilei”.

## Położenie

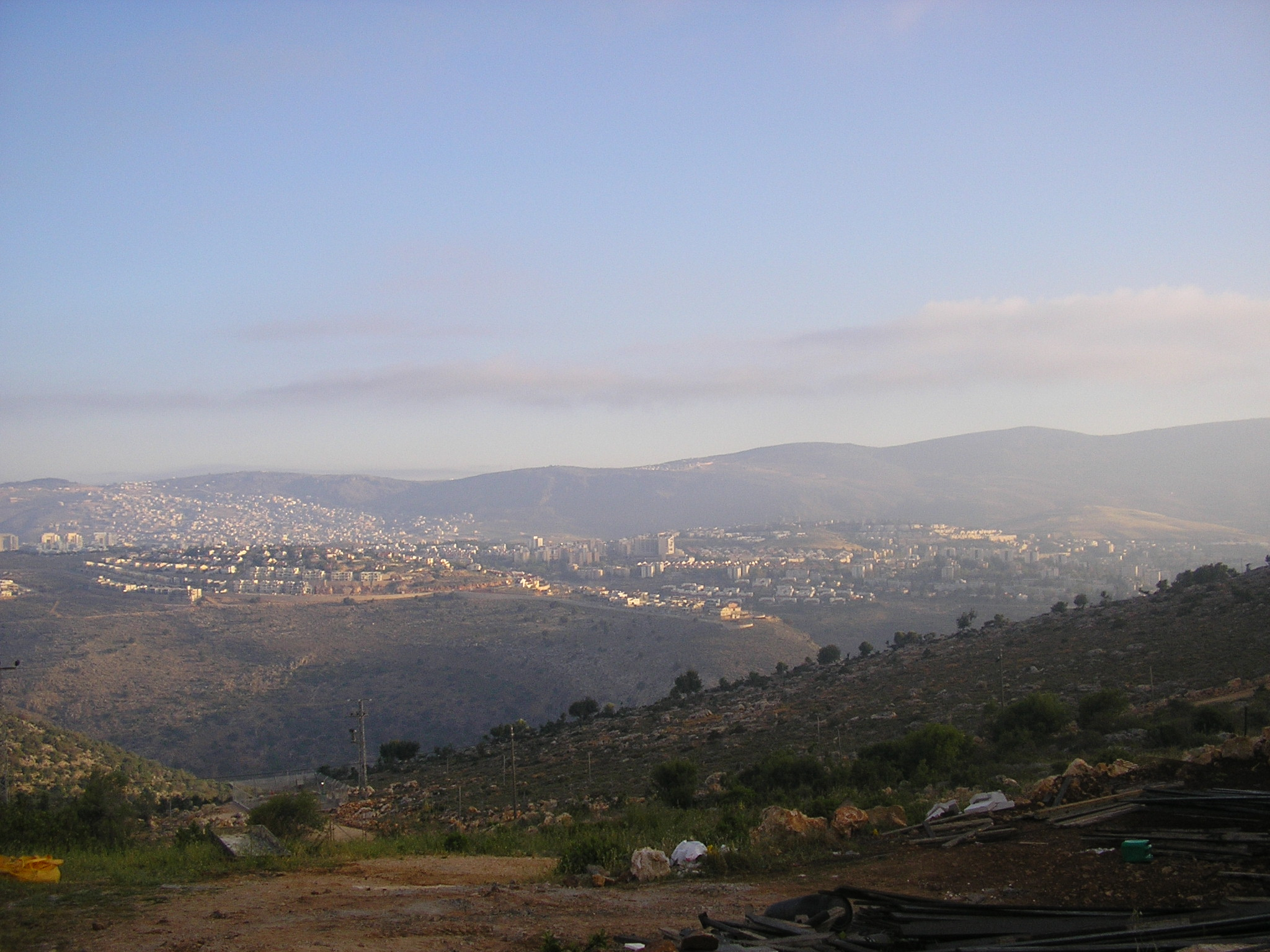
Miasto Karmiel położone na krawędzi Doliny Bet ha-Kerem

Miasto jest położone na wysokości 262 metrów n.p.m. w południowej części Doliny Bet ha-Kerem, oddzielającej Dolną Galileę od Górnej Galilei na północy Izraela. Osiedla mieszkaniowe miasta rozciągają się na wzgórzach wzdłuż południowej krawędzi doliny, i schodzą ku jej centralnej części. Na zachód od miasta wznosi się wzgórze Har Karmi (362 m n.p.m.), na południu Giwat Makosz (319 m n.p.m.) i Giwat Cuf (347 m n.p.m.), a na wschodzie góra Kamon (598 m n.p.m.). Inne wzgórza znajdują się wewnątrz obszaru zabudowanego. Teren łagodnie opada w kierunku północnym, gdzie z dna doliny wyrasta samotne wzgórze Giwat Zakif (358 m n.p.m.). W odległości 1 km na północ od miasta wznosi się stromo masyw górski Matlul Curim (769 m n.p.m.). Wzdłuż wschodniej krawędzi miasta przepływa strumień Szezor, który na południu wpada do wadi strumienia Chilazon. W jego otoczeniu znajduje się miasto Sachnin, miasteczka Madżd al-Krum, Bina, Nachf i Sadżur, moszaw Szezor, wsie komunalne Lawon, Kammon, Michmanim, Ma’ale Cewijja, Eszchar, Juwalim, Szoraszim, Curit i Gilon, oraz wioski beduińskie Kamane, Chusnija i Arab al-Na’im.
Karmiel jest położone w Poddystrykcie Akki, w Dystrykcie Północnym Izraela.

## Demografia
Zgodnie z danymi Izraelskiego Centrum Danych Statystycznych w 2011 roku w mieście żyło 44,7 tys. mieszkańców, w tym 85,6% Żydzi (pozostali to inne narodowości). Miasto zostało zaprojektowane jako „miasto żydowskie”, pomimo to w 2008 roku stwierdzono, że mieszka w nim około 500 Arabów. Średnie miesięczne wynagrodzenie w 2009 roku wynosiło 6449 ILS (średnia krajowa 7070 ILS).
| Wiek (w latach) | Procent populacji w % |
| --------------- | --------------------- |
| 0 – 4           | 6,8                   |
| 5 – 9           | 6,8                   |
| 10 – 14         | 6,7                   |
| 15 – 19         | 6,7                   |
| 20 – 29         | 14,9                  |
| 30 – 44         | 18,7                  |
| 45 – 59         | 19,5                  |
| 60 – 64         | 6,7                   |
| 65 –            | 13,1                  |

Źródło danych: Central Bureau of Statistics.

## Historia
Historia powstania miasta Karmiel zaczęła się w 1956 roku, kiedy izraelski rząd ogłosił utworzenie „strefy zamkniętej” na obszarze 1275 akrów arabskich wiosek Dejr al-Asad, Bi’ina (w 2003 roku z ich połączenia powstało miasto Szagor) i Nachf. Oficjalnym powodem utworzenia tej strefy były względy bezpieczeństwa (potrzeba chronienia strategicznej drogi nr 85), jednak w rzeczywistości znajdował się tutaj kamieniołom najlepszych w kraju marmurów. W pięć lat później, w 1961 roku władze wywłaszczyły te tereny, podając za powód, że ziemie te przez pięć lat były nie wykorzystywane przez ich pierwotnych arabskich właścicieli. W ten sposób systematycznie realizowano plan mający na celu „judaizację Galilei”, w której centrum miało powstać nowe żydowskie miasto. Plan opracowali Lewi Eszkol, Josef Weitz i jego syn Ra’anan Weitz, a kierownikiem grupy konstrukcyjnej był Adam Tal. Lokalizację wybrano zgodnie z koncepcją rozwoju osadnictwa żydowskiego, przy głównej drodze łączącej miasta Akka i Safed. Wywłaszczenie spotkało się z silnymi protestami Arabów, którzy proponowali władzom inne tereny, bardziej dogodne do założenia nowego miasta. Jednak Izraelczycy odmówili i zaoferowali Arabom jako rekompensatę podobne tereny w okolicy. Dwaj lewicowi posłowie Mosze Sneh (Maki) i Jusuf Chamis (Mapam) przedstawili w Knesecie list protestacyjny arabskich mieszkańców wsi, którzy uważali że oferowane im ziemie są dużo gorsze od tych, z których zostali wywłaszczeni. Po parlamentarnej debacie mieszkańcy wiosek przygotowali demonstrację, jednak wojskowe dowództwo Galilei ogłosiło cały rejon „obszarem zamkniętym”. Nikt więc nie mógł przyjechać na demonstracje, które zostały odwołane. To samo zdarzyło się podczas organizacji protestów zaplanowanych na styczeń 1964 roku.

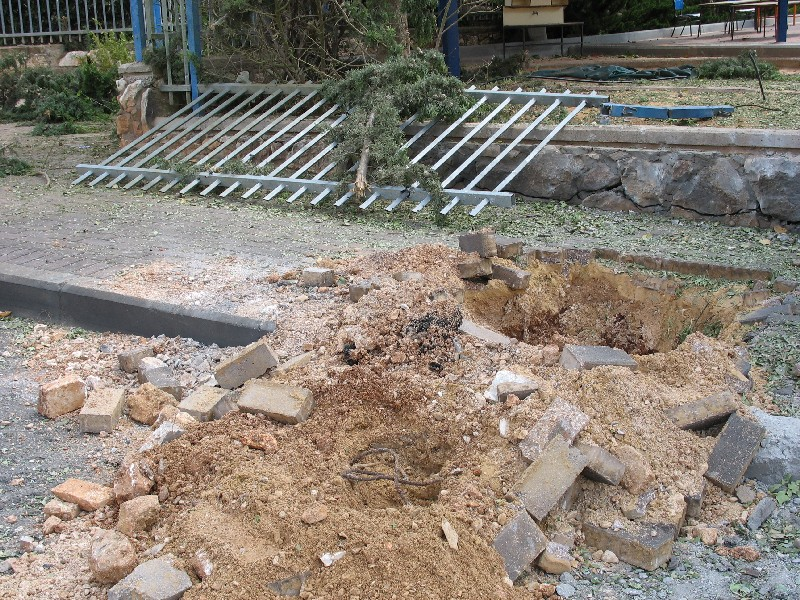
Miejsce uderzenia rakiety w mieście Karmiel podczas II wojny libańskiej w 2006 r.

Budowa pierwszych domów mieszkaniowych w Karmiel rozpoczęła się w 1964 roku. Uroczystość oficjalnego założenia osady odbyła się w dniu 29 października 1964 roku. Wcześniej, bo 1 października w osadzie zamieszkało pierwszych 16 rodzin żydowskich. Jednak wielu Izraelczyków martwiło się niesprawiedliwością jaka spotkała arabskich mieszkańców tej okolicy i w lutym 1965 roku około 400 ludzi z Tel Awiwu demonstrowało na granicy „obszaru zamkniętego” Karmiel. Protestowali oni przeciwko „dyskryminacji grupy naszych obywateli”. Zostali oni później aresztowani i postawieni przed sądami wojskowymi za złamanie przepisów dotyczących „obszarów zamkniętych”. W 1969 roku władze przedstawiły szczegółowy plan rozwoju miasta Karmiel, obejmujący sieć nowych dróg, wodociągi, sieci energetyczne, infrastrukturę oraz tereny zielone. Budowa nowych dróg i wodociągów objęła także sąsiednie arabskie osady. W 1972 roku Karmiel otrzymało status samorządu lokalnego, a w 1986 roku prawa miejskie. W latach 90. XX wieku miasto przyjęło ponad 17 tys. żydowskich imigrantów z krajów byłego ZSRR. Po wycofaniu się w 2000 roku z południowego Libanu, miasto przyjęło wiele chrześcijańskich rodzin żołnierzy Armii Południowego Libanu – w większości zamieszkali oni w osiedlu Ramat Rabin. Podczas II wojny libańskiej w 2006 roku Karmiel ucierpiało od ostrzału rakietowego prowadzonego z południowego Libanu przez organizację terrorystyczną Hezbollah. Rakiety Katiusza były powodem licznych zniszczeń w zabudowie miejskiej, infrastrukturze energetycznej i spowodowały kilka pożarów. Ogółem rannych zostało 7 mieszkańców Karmiel.

### Nazwa
Miasto otrzymało nazwę Karmiel od historycznej nazwy doliny, która obecnie nazywa się Doliną Bet ha-Kerem. Dolina Karmiel jest wymieniana w Talmudzie i Misznie. Jej bezpośrednie tłumaczenie na język polski to: Winnica Boża. Nazwa ta odnosi się do winnic, które w przeszłości były ozdobą doliny.

## Symbole

Herb Karmiel

Herb Karmiel został przyjęty w dniu 1 lipca 1971 roku. Głównym elementem herbu jest kwiat zawilca, który jest najczęściej spotykanym kwiatem w okolicy. W tle widoczne są góry, przedstawiające geograficzne położenie miasta wśród gór Galilei. Będące na pierwszym planie skały przypominają trudne początki zakładania miasta, gdy ziemię pod budowę domów musiano z trudem pozyskiwać ze skalnego podłoża. Wschodzące zza gór słońce symbolizuje nadzieję na wzrost i rozbudowę miasta. Poniżej widnieje nazwa miasta w języku hebrajskim. Oficjalna flaga miasta jest w kolorze białym, z dwoma niebieskimi pasami u góry i na dole. Pośrodku flagi widnieje herb miasta.

## Polityka

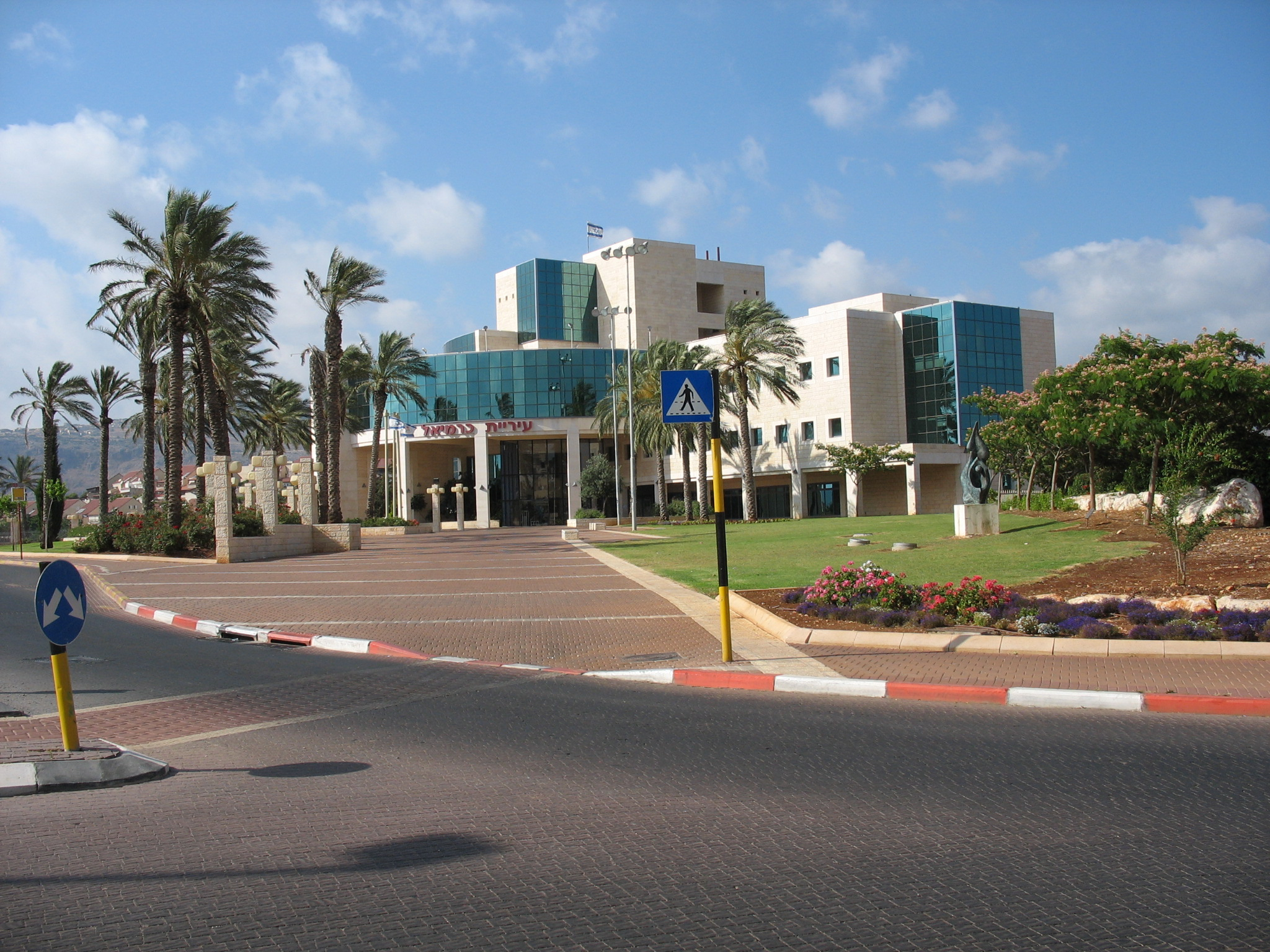
Urząd miejski w Karmiel

Urząd miejski mieści się przy ulicy Biranit. Obecnym burmistrzem miasta jest Adi Eldar. W latach 1964–1968 burmistrzem był Adam Tal, następnie w latach 1968-1988 Abraham Argov, i od 1988 roku Adi Eldar. W mieście przy ulicy Ha-Haroshet znajduje się przedstawicielstwo Agencji Żydowskiej.

### Współpraca międzynarodowa
Karmiel ma zawarte umowy partnerskie z następującymi miastami:
| - Metz, Francja - Charlottenburg-Wilmersdorf, Niemcy - Hamar, Norwegia | - Denver, Stany Zjednoczone - Pittsburgh, Stany Zjednoczone - Kisvárda, Węgry |

## Architektura

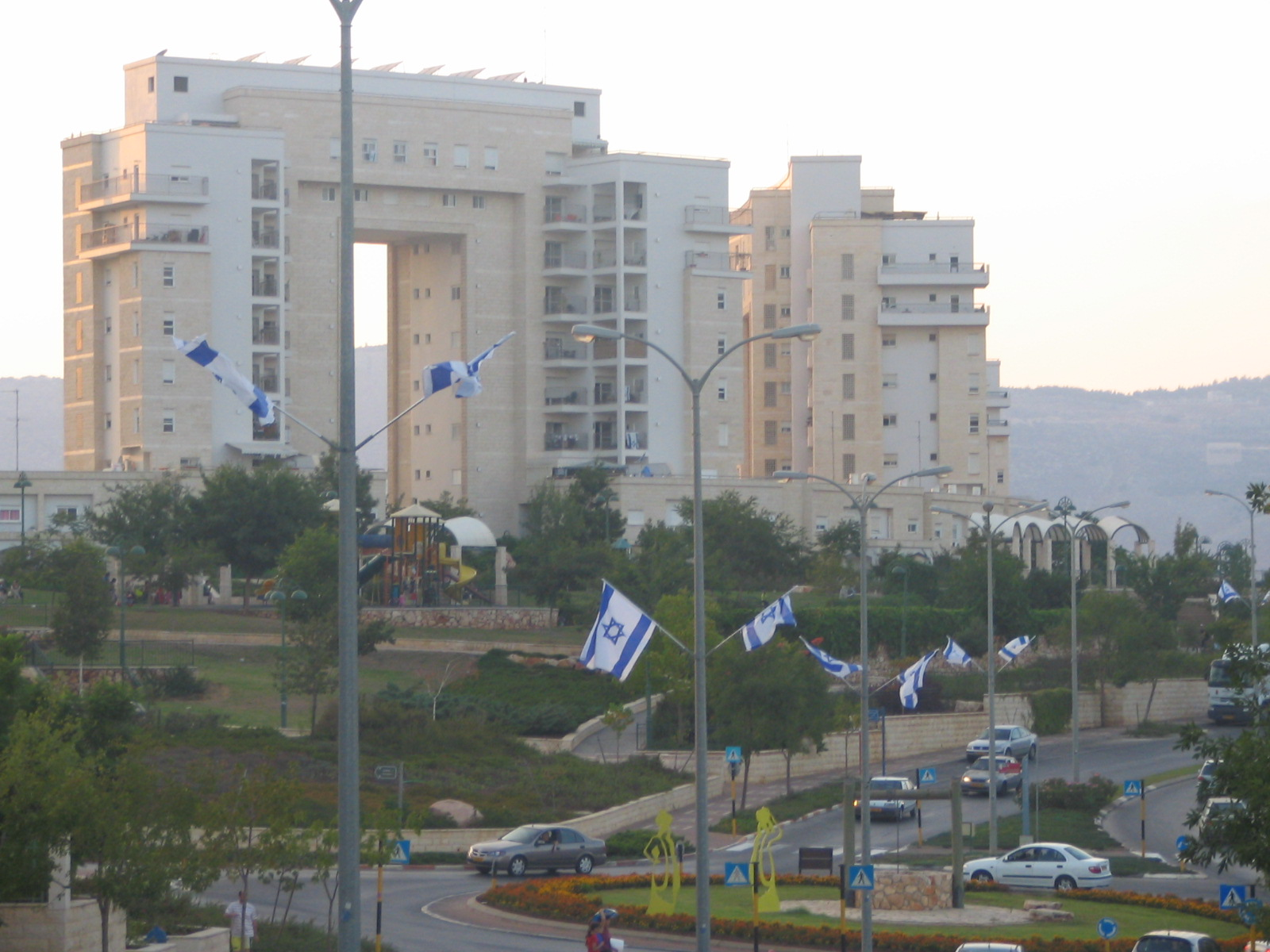
Nowoczesna zabudowa Karmiel

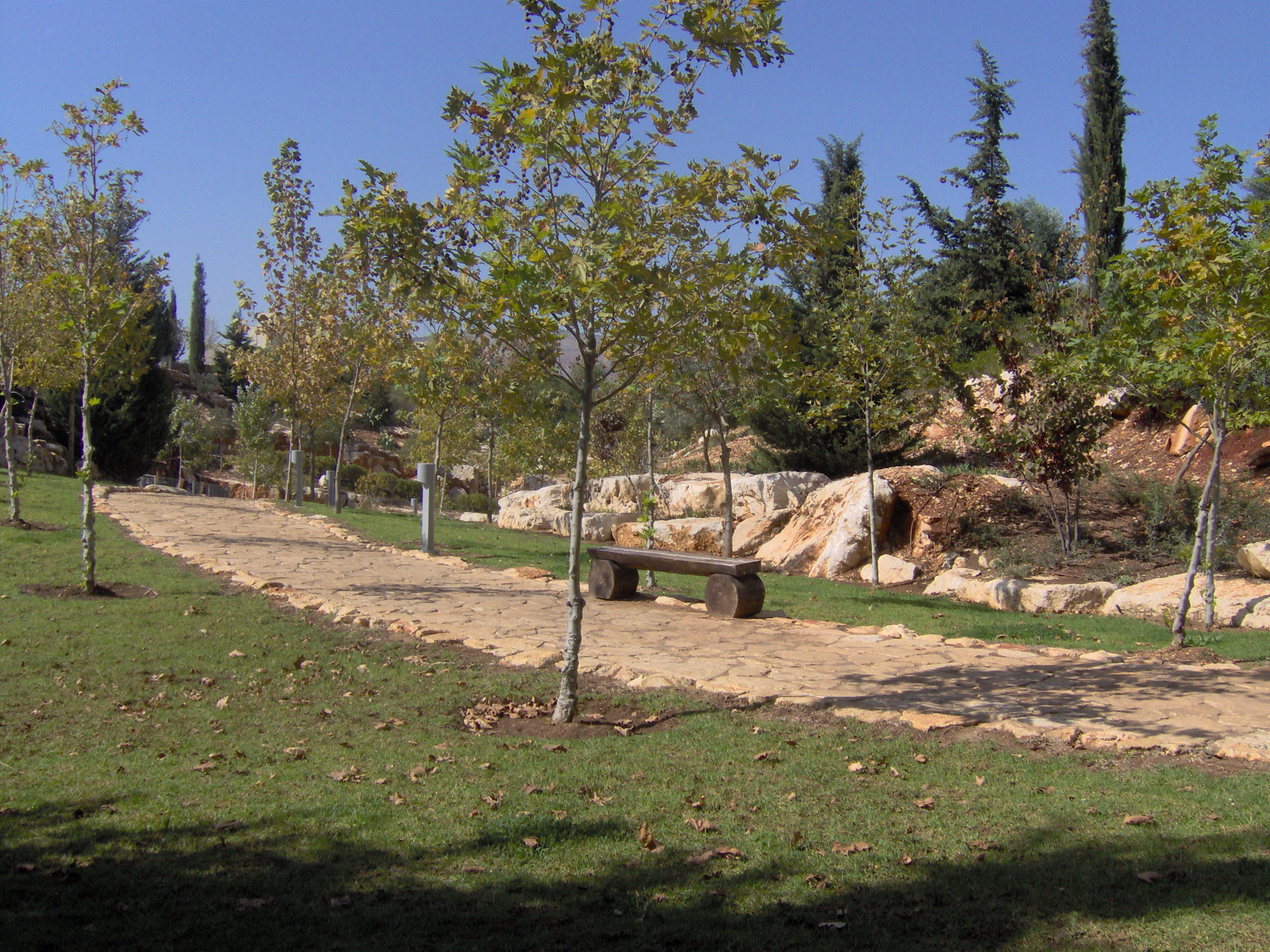
Jeden z parków w Karmiel

Karmiel jest nowoczesnym miastem, wkomponowanym architektoniczne w otaczające je wzgórza i doliny. Posiada liczne osiedla mieszkaniowe: Giwat Ram, Ramat Rabin, HaGalil, Hairusim, Giwat Makosz, HaArawa, Eszkol, Sagi, Megadim, Tene, Iris, Rehavam i HaMejasedim. Jakość życia mieszkańców podnoszą liczne parki miejskie, obiekty sportowe, dobrze rozwinięty system edukacji i placówki kulturalne. W mieście jest ogółem około 70 parków i ogrodów, które zajmują powierzchnię 1700 hektarów. Tak duża wielkość terenów zielonych nie ma precedensu w całym kraju. Parki są „zielonymi płucami” miasta, które umożliwiają mieszkańcom cieszyć się pięknem natury. Z największych parków można wymienić: Giwat Ram Park, Szivat HaMinim, Telalim Park, Rabin Park, HaGalil Park, Baruch Vangar Park, Makosz Park, Ofira Navon Park, Park Młodych, Alon Park, Tene Park, Ogród HaRakafot, Ogród HaTamar i Ogród Nina Katsir. Najbardziej znanym z publicznych parków jest Park HaGalil, który zajmuje powierzchnię około 100 hektarów w obrębie dawnego kamieniołomu. Jego rewitalizację przeprowadzono w latach 1993−1994, zasadzając 27 tys. różnych roślin i 3 tys. drzew. W centrum parku płynie strumień tworzący kilka wodospadów i niewielki staw. W kolejnych latach w parku wybudowano platformę widokową i amfiteatr.

### Rozwój przestrzenny
Miasto rozwijało się zgodnie ze szczegółowym planem zagospodarowania przestrzennego. Pierwsze osiedle mieszkaniowe powstało w latach 1964-1978. W latach 1970–1978 rozpoczęto budowę osiedli na południowych wzgórzach. Budowano tutaj apartamenty na preferencyjnych rządowych warunkach finansowych. W okolicy tej wzniesiono także dwie przychodnie zdrowia, klub i sklepy. W latach 1980–1983 na takich samych preferencyjnych rządowych warunkach zabudowano zachodnie wzgórza. Masowy napływ imigrantów z krajów byłego ZSRR spowodował podjęcie decyzji o budowie tanich mieszkań, aby przyciągnąć nowych mieszkańców do miasta. W ten sposób w latach 1992–1995 powstało osiedle HaGalil. W latach 2000–2002 osiedle to dodatkowo rozbudowano. Do osiedla przylega zespół szkół oraz centrum handlowe. Równolegle w latach 1991–1993 wybudowano osiedle Giwat Ram, które początkowo składało się z jednopiętrowych domów, do których w 1998 roku dobudowano przestronne kamienice. W tym samym okresie (lata 1990–1993) powstało osiedle domków jednorodzinnych Sagi, w którego centrum umiejscowiono kompleks szkół z biblioteką. W 1996 roku rozpoczęto budowę osiedla Ramat Rabin (jest ono nadal rozbudowywane). Liczne budynki mieszkalne objęto preferencyjnymi zasadami wynajmu dla seniorów z Jerozolimy. Osiedle ma bardzo dobrze rozwiniętą infrastrukturę. W latach 1984–1998 powstało willowe osiedle Giwat Makosz.

## Kultura
W mieście działa Centrum Kultury Karmiel, które oferuje dostęp do licznych wydarzeń kulturalnych. Są tutaj organizowane zajęcia z tańca, teatru, muzyki klasycznej i śpiewu. Jest kino oraz sale wykładowe. W mieście od 1982 roku działa zespół taneczny Taniec Karmi. Obecnie tańczy w nim około 300 tancerzy, podzielonych na kilka grup wiekowych. Zespół wielokrotnie występował poza granicami kraju. Wszyscy mieszkańcy mają dostęp do biblioteki miejskiej. Ważnym obiektem kulturalnym jest przestronny amfiteatr, mogący pomieścić 25 tys. widzów. Odbywają się w nim koncerty muzyczne oraz liczne ważne wydarzenia kulturalne. Miasto posiada trzy galerie sztuki. Galeria Centrum Kultury prezentuje każdego miesiąca inną wystawę tematyczną. Galeria College od 1996 roku znajduje się w ORT Braude College of Engineering. Trzecią jest Galeria Ratusz, która mieści się w holu urzędu miejskiego. Co dwa miesiące zmienia ona swoją wystawę.
Miasto jest znane z corocznie organizowanego Festiwalu Tańca Karmiel, który począwszy od 1988 roku odbywa się w lipcu. Festiwal trwa trzy dni i obejmuje warsztaty oraz występy taneczne. Początkowo był to festiwal tańca izraelskiego, jednak obecnie obejmuje tańce całego świata, w tym taniec nowoczesny. Przyjeżdża tu każdego roku ponad tysiąc tancerzy i około 250 tys. widzów z wielu państw.

## Edukacja i nauka

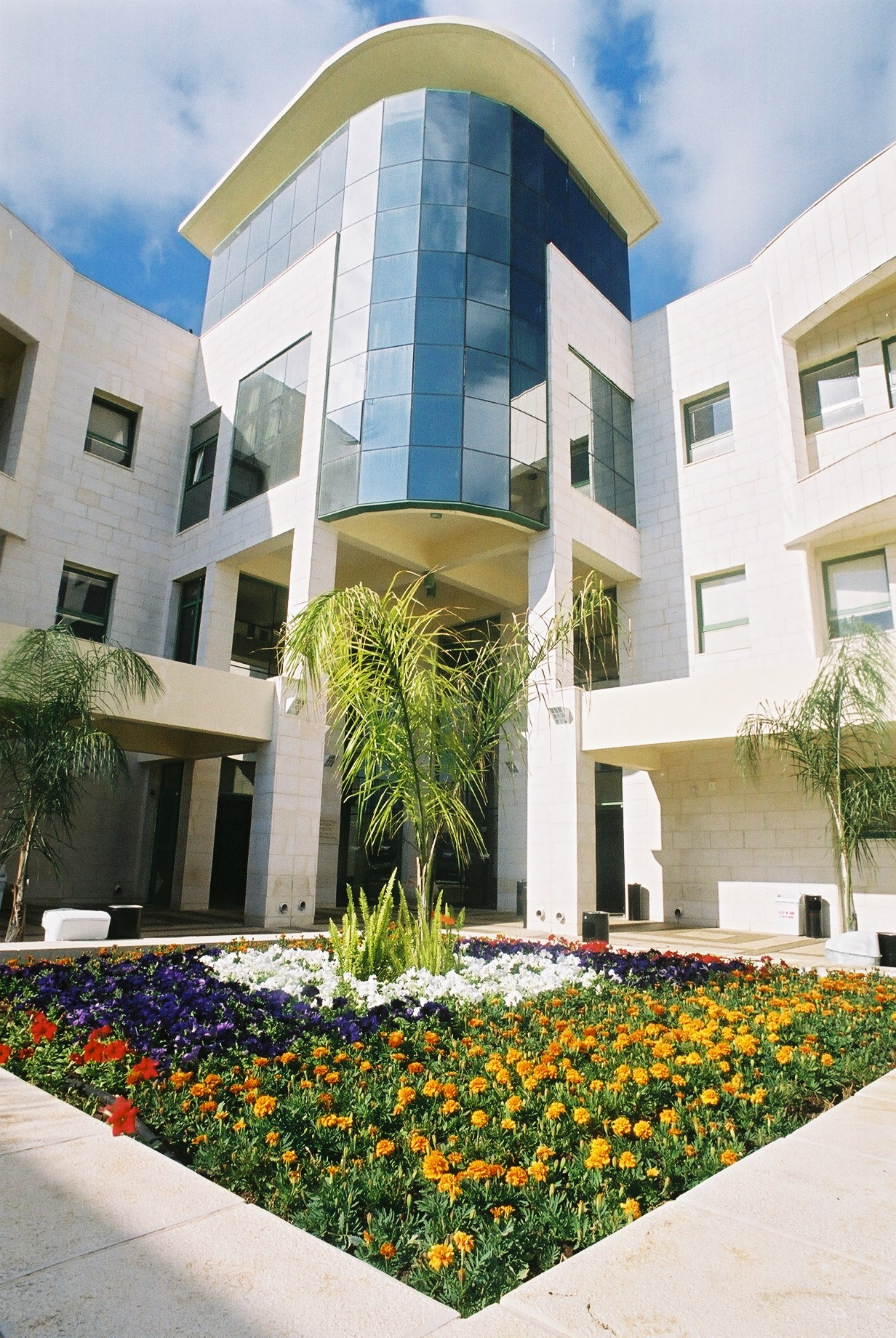
ORT Braude College of Engineering

Karmiel posiada jeden z najnowocześniejszych systemów edukacji szkolnej w kraju. Wszystkie szkoły posiadają nowocześnie wyposażone budynki z najlepszymi pracowniami naukowymi i obiektami sportowymi. W mieście znajduje się 12 szkół podstawowych (osiem publicznych, jedna artystyczna, jedna religijna, jedna dla dzieci uzdolnionych i jedna prywatna). System szkolnictwa szkolnego obejmuje cztery kompleksy szkół oraz szkołę specjalną. Ze szkół można wymienić: Rakefet, Ramat Rabin, Ofek, Amit, Makif Kramim, Kalanit, Irisim, Amichai, HaSzahar, Niccanim, Hadar, Alon, Morija, HaDekel i Makif Megadim. W 2010 roku uczyło się w nich 7,6 tys. uczniów, w tym ponad 3,8 tys. w szkołach podstawowych. Konserwatorium mieści się przy ulicy Narkis. Dodatkowo w mieście znajdują się Megadim College, Kidma College i ORT Braude College of Engineering.

## Turystyka
Wspaniałe krajobrazy Galilei i czyste górskie powietrze powodują, że miasto jest bardzo atrakcyjne turystycznie. Wokół miasta wytyczono ścieżki rowerowe oraz szlaki turystyczne do pieszych wędrówek.

## Religia
Karmiel jest typowym żydowskim miastem. W związku z tym w każdym osiedlu znajdują się mniejsze lub większe synagogi, a ich liczba w całym mieście wynosi 29.

## Sport i rekreacja
Karmiel jest nowoczesnym miastem, dlatego na każdym osiedlu mieszkaniowym znajduje się wydzielona strefa sportowo rekreacyjna. Główne obiekty sportowe zgromadzone są wokół Baruch Vangar Center – dwa boiska do piłki nożnej, boisko do koszykówki, tory lekkoatletyczne, basen pływacki, strzelnica i korty tenisowe.

## Gospodarka
We wschodniej części miasta znajduje się strefa przemysłowa Karmiel-Wschód (hebr. אזור תעשייה כרמיאל מזרחי, Azor Ta'asija Karmi'el Mizrachi). Zajmuje on powierzchnię ponad 200 hektarów. Promocją, administracją i rozwojem strefy zajmuje się miejska spółka Karmiel Economic Company Ltd. Oferuje ona osobiste wsparcie dla inwestorów oraz dostęp do wszelkiej infrastruktury umożliwiającej prowadzenie działalności gospodarczej. Przedsiębiorstwa rozpoczynające tutaj działalność korzystają ze specjalnego programu rządowego, który przez pięć lat dopłaca do pensji pracowniczych. W strefie ulokowanych jest ponad 200 różnych fabryk zatrudniających około 8 tys. pracowników. Tutejsze formy działają w branżach analityki chemicznej, biomedycyny, fotoelektroniki, lotnictwa, produkcji urządzeń elektronicznych i mechanicznych.

### Przemysł
Firma Amino Lab. specjalizuje się w chemii analitycznej oraz badaniach mikrobiologicznych zanieczyszczeń. Spółka farmaceutyczna BioSight Ltd. opracowuje nowe leki na bazie peptydów, które są wykorzystywane w leczeniu nowotworów. Firma CRG Electronics jest przedstawicielem i dystrybutorem innowacyjnych rozwiązań technologicznych różnorodnych podzespołów elektronicznych. W 2012 roku firma została przejęta przez dużą amerykańską korporację elektroniczną Avnet. Spowodowało to zmiany w profilu działalności biznesowej firmy. Zakład Elbit Systems produkuje układy elektroniczne i awionikę wojskową. Spółka Micro-Ceramika Ltd. opracowuje i produkuje precyzyjne wyroby optyczne i ceramiczne do półprzewodników, sprzętu medycznego, telekomunikacyjnego, optoelektroniki i przemysłu lotniczego. MTC Industries i Research Ltd. rozwija i produkuje przyrządy pokładowe dla lotnictwa, żyroskopy, systemy elektromechaniczne oraz sprzęt i instrumenty medyczne. Opgal Ltd. dostarcza szeroką linię innowacyjnych produktów termowizji i kamer podczerwieni dla potrzeb wojska, firm ochroniarskich i lotnictwa. Jest także wiodącym producentem systemów wykrywających pożary oraz wycieki substancji niebezpiecznych i gazów. Uni-Scope Ltd. produkuje różnorodne peryskopy i urządzenia optyczne dla potrzeb Sił Obronnych Izraela, United States Army i NATO. USR Electronic Systems Ltd. jest liderem na rynku usług i produkcji sprzętu elektronicznego. W ofercie posiada kluczowe rozwiązania technologiczne wielu firm komunikacyjnych, telekomunikacyjnych, medycznych i bezpieczeństwa w Izraelu oraz poza granicami. Venta Marketing Ltd. produkuje urządzenia wentylacyjne – wentylatory, grzejniki i systemy oczyszczania powietrza. VOLTA Belting Technology Ltd. produkuje taśmociągi. Graf Daf jest rodzinną spółką oferującą usługi graficzne. Oferuje ona dostęp do druku cyfrowego, offsetowego i sublimacyjnego produktów reklamowych, promocyjnych i innych. Firma posiada swoje przedstawicielstwa w Ameryce Łacińskiej. Delta Galil Industries Ltd. szyje damskie i męskie ubrania. JD-TechSteel produkuje narzędzia i maszyny produkcyjne dla przemysłu włókienniczego. Spółka Klil Industries Ltd. produkuje okna, drzwi i żaluzje. Trellidor Ltd. produkuje zamki bezpieczeństwa, drzwi dekoracyjne oraz wyroby aluminiowe. Bardzo szczególną spółką jest HaMeshakem Ltd., która umożliwia zatrudnianie osób starszych i niepełnosprawnych.

### Handel i usługi
W Karmiel znajduje się osiem dużych centrów handlowych.

## Infrastruktura
W mieście znajduje się posterunek policji. Remiza straży pożarnej jest położona w strefie przemysłowej przy ulicy HaAsakim. Usługi medyczne są świadczone przez cztery przychodnie zdrowia, klinikę stomatologiczną, klinikę okulistyczną i poradnię psychologiczną dla dzieci.

## Transport
Wzdłuż północnej granicy miasta przebiega droga ekspresowa nr 85, którą jadąc na wschód dojeżdża się do miejscowości Nachf, lub na zachód do miejscowości Madżd al-Krum. Z Karmiel wyjeżdża się na drogę nr 85 dwoma wyjazdami – wschodnim i zachodnim. Przedłużeniem wyjazdu wschodniego jest prowadząca na północ droga nr 854, którą można dojechać do wsi Lawon. Natomiast wyjazd zachodni jest drogą nr 784, którą jadąc na południe dojeżdża się do wsi Szoraszim. Dodatkowo droga nr 8534 umożliwia dojazd do położonych na północnym zachodzie miejscowości Bi’ina i Dejr al-Asad. Lokalna droga prowadzi na południowy zachód do zgrupowania beduińskich wiosek Kamane, Chusnija i Arab al-Na’im. Istnieją plany budowy linii kolejowej z Akki do Karmiel oraz przedłużenia autostrady nr 6 do miasta.